# Henry William Lowry-Corry
Henry William Lowry-Corry (* 30. Juni 1845; † 6. Mai 1927) war ein britischer Politiker irischer Herkunft.
Henry William Lowry-Corry wurde Juni 1845 als Sohn von Armar Lowry-Corry, 3. Earl Belmore und dessen Frau Emily Louise Shepherd geboren. Lowry-Corry besuchte das Trinity College der University of Cambridge und erhielt dort einen Master of Arts (M.A.). Er diente bei den Coldstream Guards und bekleidete den Rang eines Colonel. Von 1873 bis 1880 gehörte er dem House of Commons an, wo er das County Tyrone vertrat. Des Weiteren bekleidete er das Amt des Deputy Lieutenant von Suffolk und war auch Justice of the Peace von Suffolk.

## Familie
Lowry-Corry war seit dem 21. September 1876 mit Blanche Edith Wood († 21. Juli 1921), der Tochter von Charles Wood, 1. Viscount Halifax, verheiratet. Aus der Ehe gingen vier Kinder hervor:
- Emily Mary Lowry-Corry (* 14. Dezember 1882)
- Alice Frances Louisa Lowry-Corry (* 22. Mai 1885 − † 8. August 1978)
- Henry Charles Lowry-Corry (* 20. Februar 1887 − † 23. Dezember 1973)
- Frederick Richard Henry Lowry-Corry (* 13. Mai 1890 − † 30. September 1915)